# Катеринівка (Нікопольський район)
Катери́нівка — село в Україні, у Нікопольському районі Дніпропетровської області. Входить до складу Покровської сільської громади. Населення — 306 мешканців.

## Географія
Село Катеринівка знаходиться за 4 км від міста Покров. По селу протікає пересихаючий струмок із загатою. До села примикає (наступає на нього) Шевченківський кар'єр Орджонікідзевського ГЗК.

## Історія
7 (20) листопада 1917 року, відповідно до Третього Універсалу Української Центральної Ради, увійшло до складу Української Народної Республіки.  
Під час організованого радянською владою Голодомору 1932—1933 років померло щонайменше 52 жителі села.
До 2020 року було у складі Покровської сільської ради.

## Особистості
У цьому селі народився співак Євген Дмитрович Пруткін (* 1947), учасник гурту «Явір», лауреат Шевченківської премії (1985), народний артист УРСР.